# Byrsonima incarnata
Byrsonima incarnata là một loài thực vật có hoa trong họ Malpighiaceae. Loài này được Sandwith mô tả khoa học đầu tiên năm 1943.